# Lena Meyer-Landrut
Lena Meyer-Landrut (23 de maig de 1991, Hannover) coneguda professionalment com a Lena Meyer és una cantant alemanya, guanyadora del concurs Unser Star für Oslo de la televisió alemanya i d'Eurovisió 2010.

## Biografia
Lena Meyer-Landrut va nàixer a Hannover, Alemanya. Actualment viu a Colònia (Alemanya). És neta de Andreas Meyer-Landrut, ambaixador d'Alemanya a la Unió Soviètica (a Moscou) des del 1980 fins al 1983, i des del 1987 fins al 1989. Va començar classes de dansa amb 5 anys, al començament de ballet i més tard d'altres estils, entre ells hip-hop i jazz. També va participar com a actriu extra en diverses sèries de la televisió alemanya, tot i que mai no va rebre cap formació en interpretació o cant.
Lena va ser la guanyadora del concurs de talents Unser Star für Oslo ("La nostra estrella per Oslo"), la final del qual va tindre lloc el 12 de març de 2010. La victòria li va donar el dret a representar Alemanya al Festival d'Eurovisió amb la cançó "Satellite", escrita pels compositors Julie Frost i John Gordon. Aquesta cançó, juntament amb els temes "Bee" i "Love me" (aquesta última escrita per ella mateixa amb Stefan Raab) van ocupar els tres primers llocs en l'iTunes Store alemany l'endemà de la final nacional. El dia 29 de maig de 2010 es va proclamar guanyadora del Festival de la Cançó d'Eurovisió, celebrat a Oslo, amb 246 punts.
L'any 2011 Lena va defensar el seu títol a Eurovisió i va quedar en el desè lloc amb la cançó "Taken by a Stranger" del seu àlbum "Good News"

## Aparicions aUnser Star für Oslo

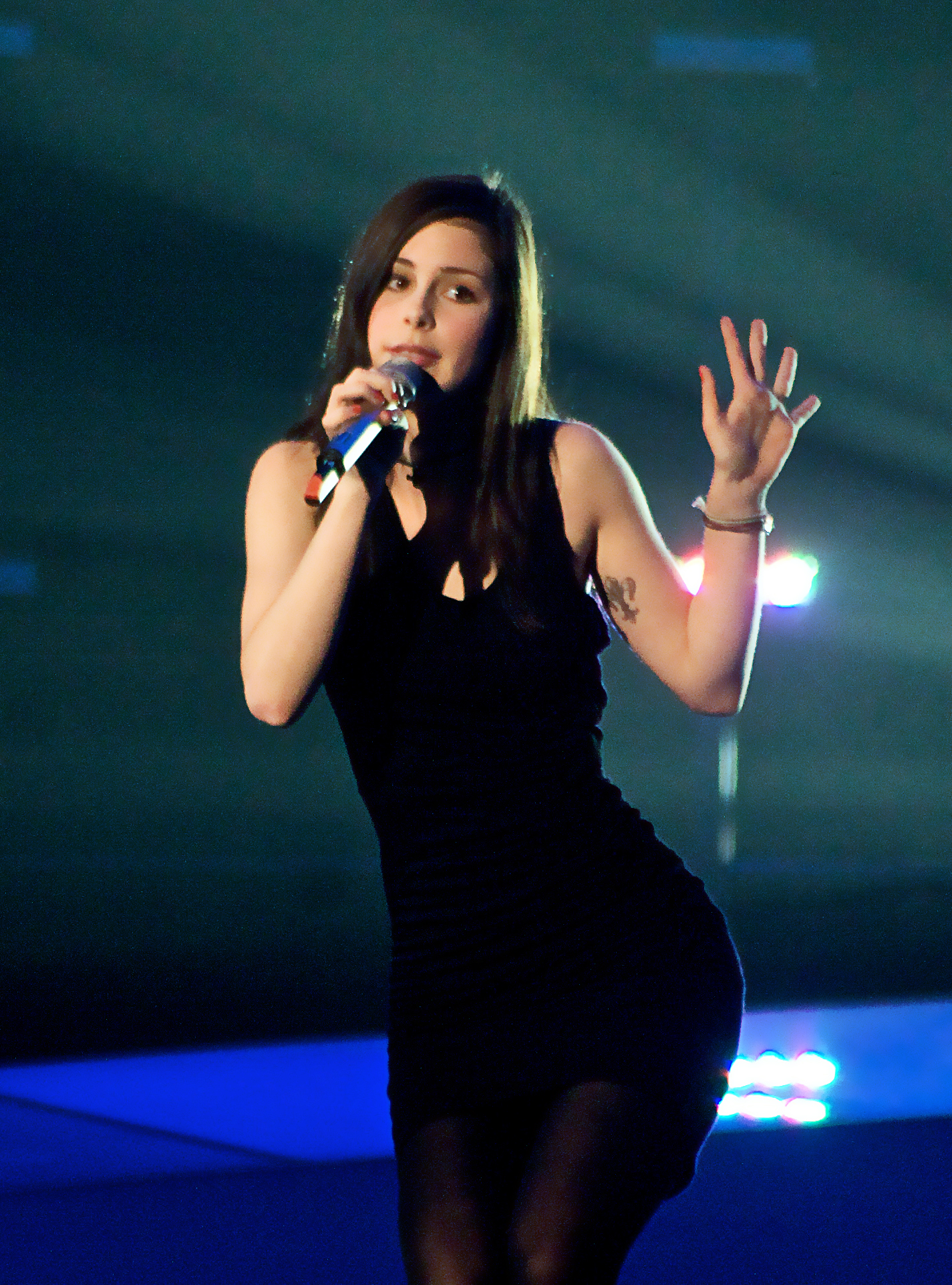
Lena en els assatjos d'Eurovisió 2010.

| Programa                      | Cançó                           | Artista original                                       |
| ----------------------------- | ------------------------------- | ------------------------------------------------------ |
| 1r programa                   | "My Same"                       | Adele                                                  |
| 3r programa                   | "Diamond Dave"                  | The Bird and the Bee                                   |
| 4t programa                   | "Foundations"                   | Kate Nash                                              |
| 5è programa                   | "New Shoes"                     | Paolo Nutini                                           |
| Quarts de final (6è programa) | "Mouthwash" "Neopolitan Dreams" | Kate Nash Lisa Mitchell                                |
| Semifinal (7è programa)       | "Mr. Curiosity" "The Lovecats"  | Jason Mraz The Cure                                    |
| Final (8è programa)           | "Bee" "Satellite" "Love Me"     | Jennifer Braun / Lena Meyer-Landrut Lena Meyer-Landrut |

Jennifer Braun i Meyer-Landrut van cantar versions diferents de "Bee" i "Satellite" a la final.

## Discografia

### Àlbums

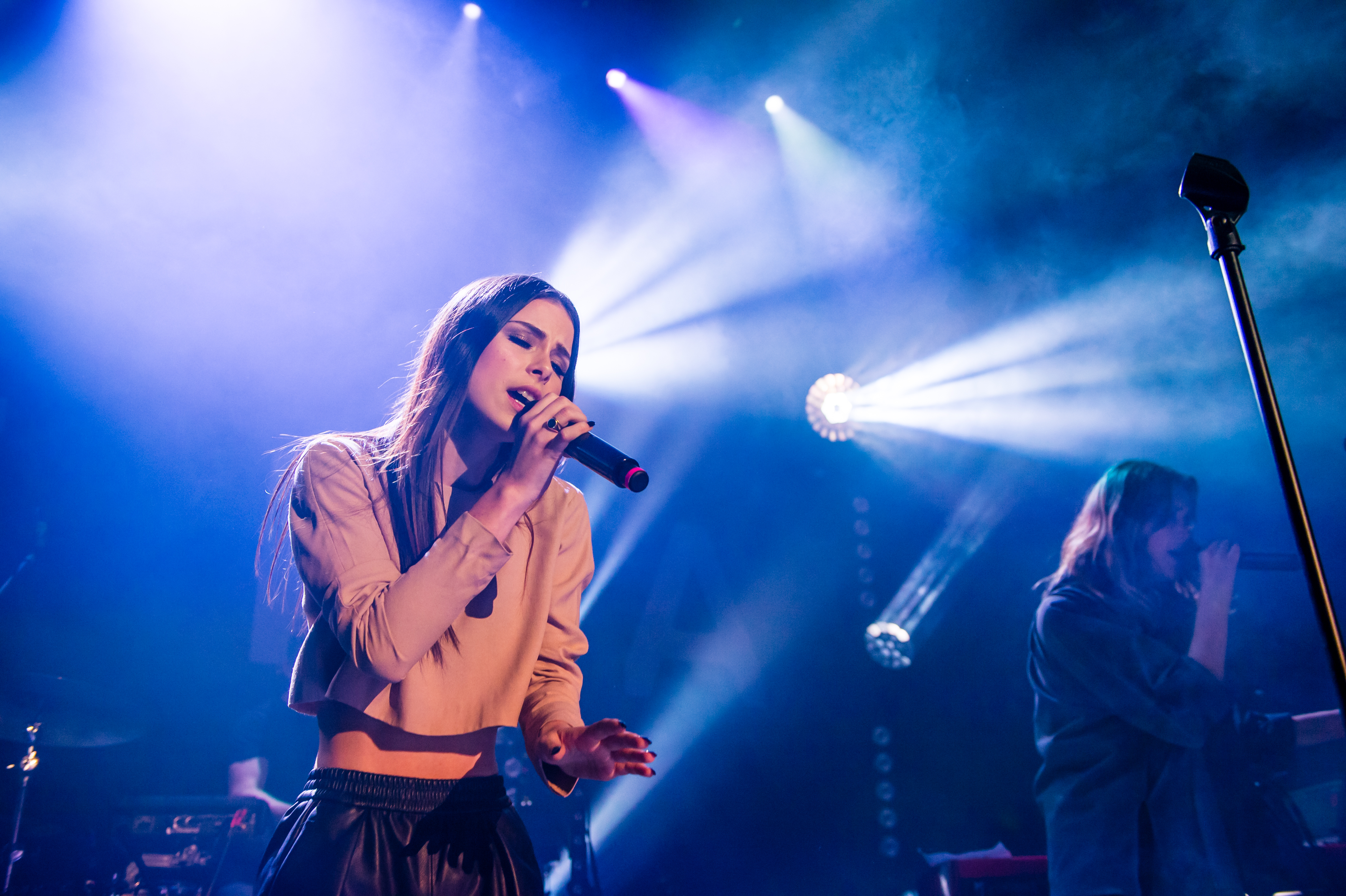
Lena a la gira Crystal Sky a Köln

| Any  | Àlbum              | Posició | Posició | Posició |
| Any  | Àlbum              | GER     | AUT     | Suïssa  |
| ---- | ------------------ | ------- | ------- | ------- |
| 2010 | My Cassette Player | 1       | 3       | 3       |
| 2011 | Good News          | 1       | 8       | -       |
| 2011 | Stardust           | 2       | 14      | 71      |
| 2013 | Happy as Clams     |         |         |         |
| 2013 | Mr. Arrow Key      |         |         |         |
| 2015 | Crystal Sky        |         |         |         |

### Senzills
| Any  | Cançó       | Posició | Posició | Posició | Certificació     | Àlbum                |
| Any  | Cançó       | [ 9 ]   | [ 7 ]   | [ 8 ]   | Certificació     | Àlbum                |
| ---- | ----------- | ------- | ------- | ------- | ---------------- | -------------------- |
| 2010 | "Satellite" | 1       | 2       | 2       | Triple disc d'or | "My cassette player" |
| 2010 | "Bee"       | 3       | 26      | 27      |                  | "My cassette player" |
| 2010 | "Love me"   | 4       | 28      | 39      |                  | "My cassette player" |